# Хайнрих фон Малберг
Хайнрих фон Малберг (на немски: Heinrich von Malberg; † сл. 1363) е рицар, благородник от род Райфершайд-Малберг, господар на Малберг в Айфел и съ-господар на Одун, господар на замък в Кьолн.
Той е син на Фридрих фон Малберг († 1340) и съпругата му Лиза фон Дорсвайлер († сл. 1340, внучка на Готфрид фон Дорсвайлер († сл. 1264), дъщеря на Годелман фон Дорсвайлер († 1314) и Лорета фон Ролинген († сл. 1264). Внук е на Йохан фон Райфершайд цу Малберг, господар на Фалкенщайн († 18 септември 1302) и Катерина д' Одун († сл. 1305). Правнук е на Фридрих II фон Райфершайд († 19 февруари 1281), господар на Малберг и Бедбург, основател на линията господари фон „Малберг-Райфершайд“, и Анна фон Малберг († пр. 25 юни 1274), дъщеря на Рудолф фон Малберг и фон Бюресхайм. Брат му Йохан е клерик.

## Фамилия
Хайнрих фон Малберг се жени 1321 г. за Ерменгарда фон Мандершайд († пр. 10 август 1349), вдовица (или разведена) на Йохан фон Холенфелс, съдия на Люксембург († сл. 1348), дъщеря на рицар Вилхелм III фон Мандершайд († 1313) и Алайд фон Долендорф († 1299), дъщеря на Герлах I фон Долендорф († 1264) и Мехтилд фон Изенбург († 1290). Те имат три сина:
- Вилхелм фон Малберг († 1404), господар на Малберг и Одун, женен 1363 г. за Елизабет фон Оурен († сл. 1387); имат 5 сина и три дъщери
- Йохан фон Малберг († 1387), канон в Кьолн (1349), абат в Люксембург (1355), абат на Орвал (1378 – 1383)
- Хайнрих фон Райфершайд († сл. 1348)

Хайнрих фон Малберг се жени втори път пр. 10 или 16 август 1349 г. за Лиза фон Шьонекен († сл. 1367), вдовица на Колин Бонифациус († 1 януари/3 юли 1332) и на Йохан фон Узелдинген († 23 юли 1348 – 10 август 1349), дъщеря на граф Герхард I фон Шьонекен († 1317) и графиня Мехтилд фон Насау († пр. 29 октомври 1319), дъщеря на граф Ото I фон Насау († 1290) и Агнес фон Лайнинген († 1299/1303). Те нямат деца.

## Галерия
- Горният и Долният замък Малберг, 1635
- Дворец Малберг (2012)
- Дворец Малберг